# Aşağı Atuc
Aşağı Atuc là một ngôi làng và đô thị thuộc vùng Quba của Azerbaijan.